# Halothamnus iliensis
Halothamnus iliensis ist eine Pflanzenart aus der Gattung Halothamnus in der Familie der Fuchsschwanzgewächse (Amaranthaceae). Sie gedeiht in Halbwüsten Zentralasiens.

## Beschreibung

### Vegetative Merkmale
Halothamnus iliensis ist eine einjährige Pflanze mit blaugrünen, hell gestreiften Zweigen. Die wechselständigen, halbstielrunden Laubblätter sind bei einer Länge von meist bis zu 30, selten 50 mm linealisch.

### Generative Merkmale
Die Blüten sind mit 3,8 bis 4,6 mm Länge kürzer als ihr Tragblatt und ihre Vorblätter. Ihre lanzettlichen Tepalen tragen an der Spitze einen häutigen verlängerten Zipfel. Die Narben sind an ihrer Spitze verbreitert und fransig gezähnt.
Die geflügelte Frucht weist einen Durchmesser von 10 bis 15 mm auf. Ihre Tepalenzipfel sind wulstig gekielt, was sich bis auf die Flügel fortsetzt, so dass auf der Oberseite ein fünfstrahliger Stern entsteht. Der Fruchttubus besitzt konkave Seitenwände mit scharf vorspringenden Leisten. An seiner Basis umgibt ein breiter, scharfkantig vorspringender Wall die sehr großen eiförmigen Gruben. Im unteren Teil der Pflanze werden schwerere Früchte mit kurzen Flügeln gebildet, im oberen Teil dagegen leichte Früchte mit großen Flügeln (Heterokarpie).

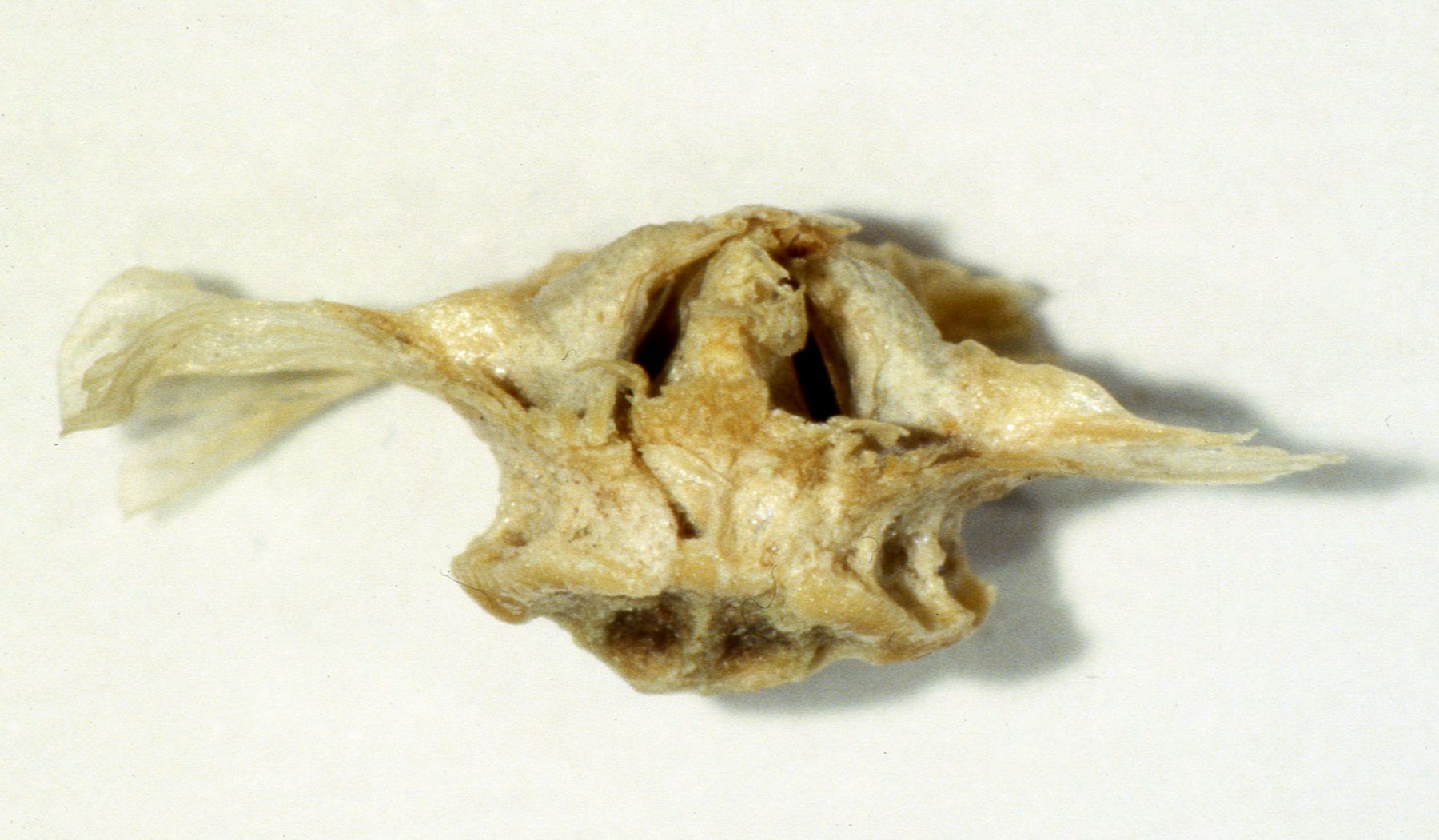
Frucht, Seitenansicht
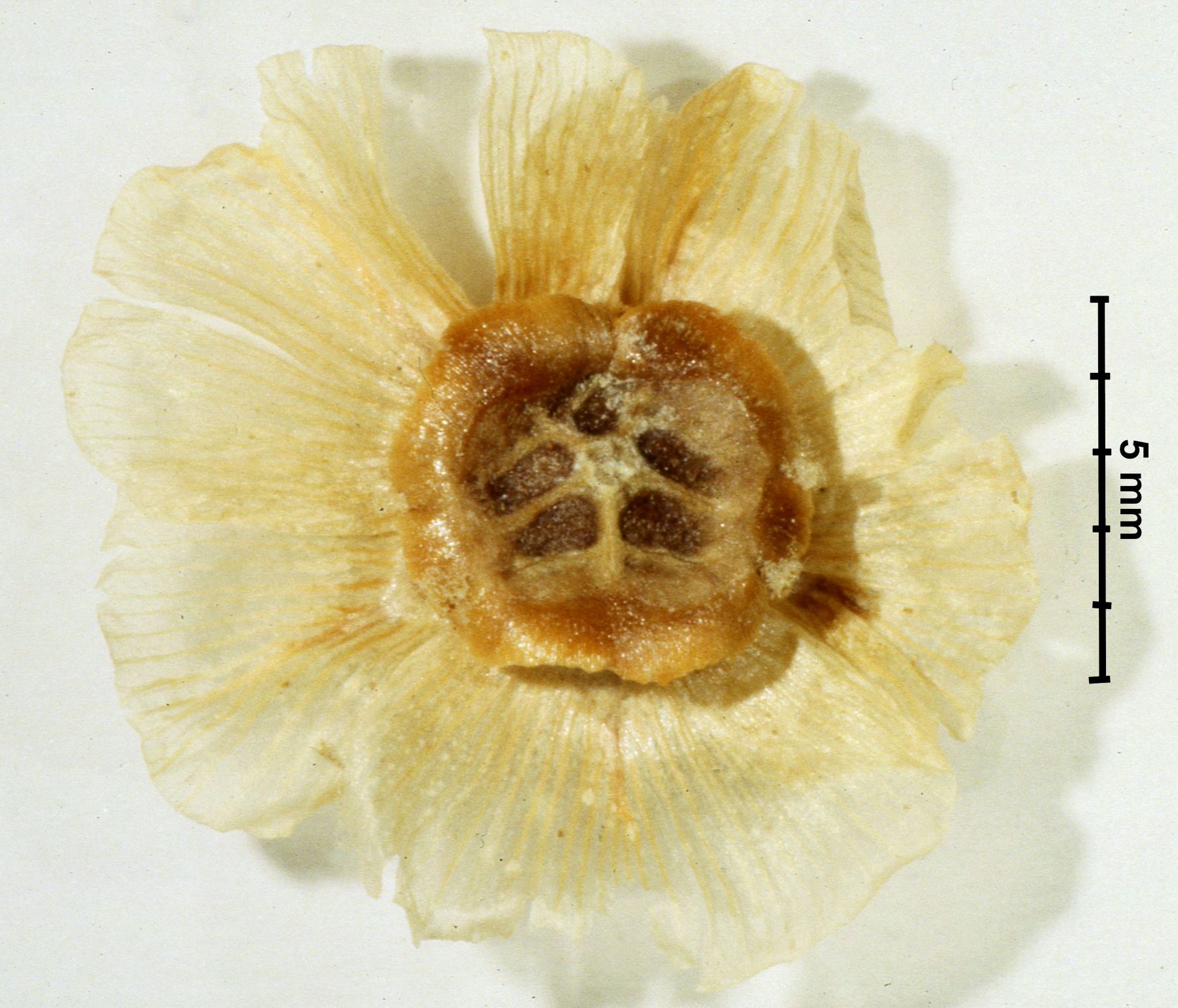
Frucht, Unterseite
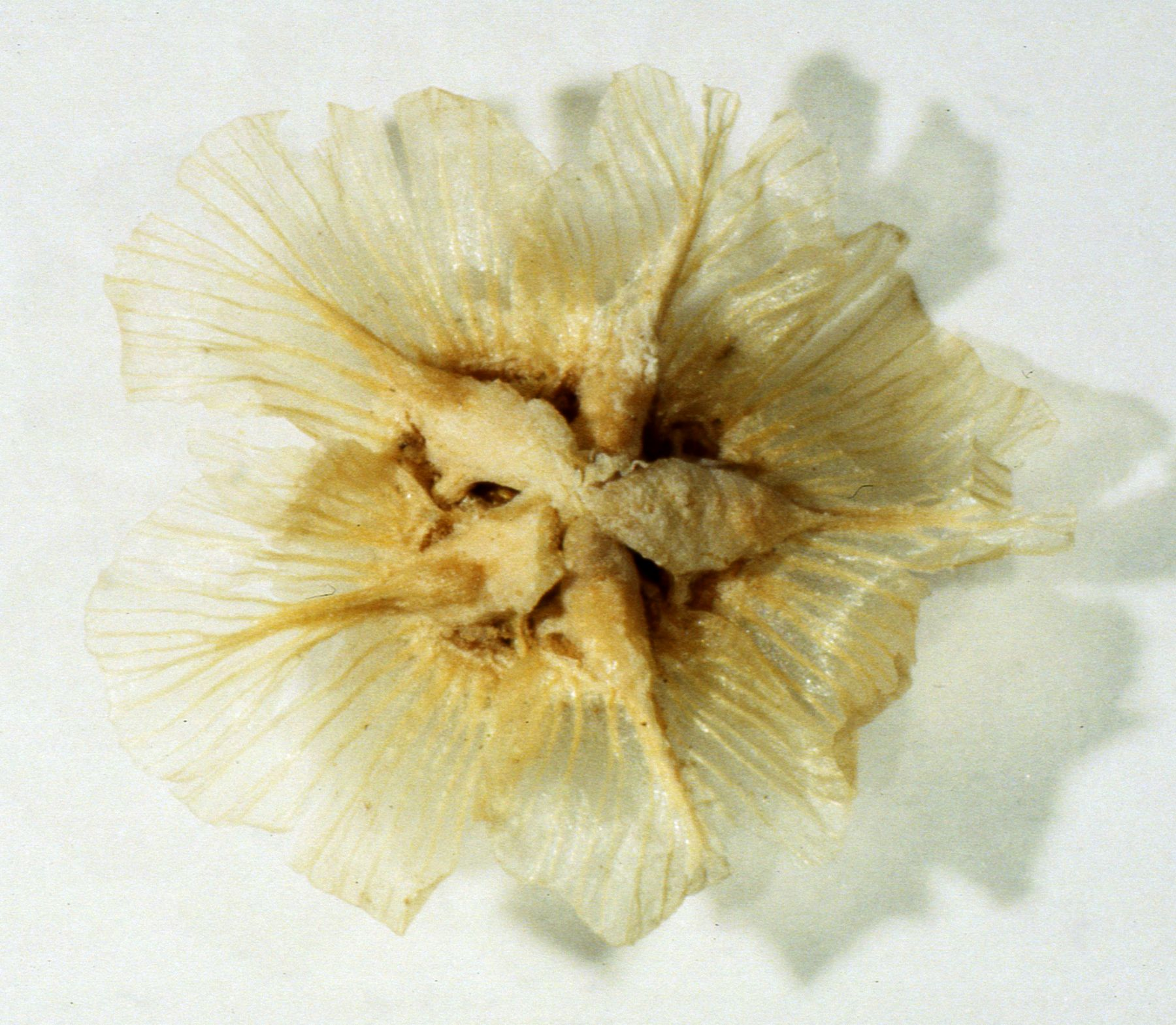
Frucht, Oberseite

## Vorkommen
Das zentralasiatische Verbreitungsgebiet von Halothamnus iliensis umfasst Kasachstan, Turkmenistan, Usbekistan, nördliche Afghanistan, Tadschikistan und Kirgisistan. Halothamnus iliensis wächst in Halbwüsten auf sandigem, lehmigen oder steinigem, oft auch salzhaltigem Untergrund in Höhenlagen von bis zu etwa 850 Meter.

## Taxonomie
Die Erstbeschreibung dieser Art erfolgte 1912 unter dem Namen Salsola iliensis durch Wladimir Ippolitowitsch Lipski. Paul Aellen gruppierte sie 1950 als Aellenia iliensis (Lipsky) Aellen in die Gattung Aellenia. Sie wurde 1981 durch Victor Petrovič Botschantzev als Halothamnus iliensis (Lipsky) Botsch. in die Gattung Halothamnus gestellt.